# Annabel Lyon
Annabel Lyon, née en 1971 à Brampton en Ontario, est une romancière, nouvelliste et enseignante canadienne.

## Biographie
Annabel Lyon, née en 1971 à Brampton en Ontario, vit présentement en Colombie-Britannique. Elle poursuit des études en musique, en philosophie ainsi qu'en droit avant d'obtenir un baccalauréat en philosophie de l'Université Simon Fraser ainsi qu'une maîtrise en création littéraire de l'Université de la Colombie-Britannique,,.
En plus d'être enseignante en création littéraire à l'Université de la Colombie-Britannique ainsi que de donner des leçons de piano, Annabel Lyon est romancière et nouvelliste. Elle est l'auteure de deux recueils de nouvelles, soit Oxygen (The Porcupine's Quill, 2000) ainsi que The best thing for you (M&S, 2004). Elle fait paraître son premier roman Le juste milieu (The golden mean) traduit de l'anglais par David Fauquemberg (Alto, 2011). Ce titre est aujourd'hui traduit dans quatorze langues,,,,,. Elle publie ensuite Une jeune fille sage (The Sweet Girl) traduit de l'anglais par David Fauquemberg (Alto, 2014) suivi de Consent (Random House Canada, 2020). En littérature jeunesse, elle signe deux titres soit All-season Edie (Orca Book Publishers, 2008) ainsi que Encore Edie (Puffin Canada, 2011).
Récipiendaire du Prix Rogers Writers’ Trust (2009), Annabel Lyon est finaliste du Prix Scotiabank Giller (2009, 2020), du Prix de fiction Ethel Wilson (2010) ainsi que du Prix littéraire du Gouverneur général,,.

## Œuvres

### Romans
- Aristote, mon père, Quai Voltaire, 2014.
- Le Juste milieu, traduit de l'anglais par David Fauquemberg, Québec, Alto, 2011, 447 p.  (ISBN 978-2-923550-77-0)
- The Golden Mean, Toronto, Random House Canada, 2009, n.p.  (ISBN 9780307372840)
- Une jeune fille sage, traduit de l'anglais par David Fauquemberg, Québec, Alto, 2014, 354 p.  (ISBN 9782896941148)
- The Sweet Girl, Toronto, Random House Canada, 2012, 256 p.  (ISBN 9780307359445)
- Consent, Toronto, Random House Canada, 2020, n.p.  (ISBN 9780345811479)

### Nouvelles
- Oxygen, Ontario, The Porcupine's Quill, 2000, 152 p.  (ISBN 0889842124)
- The best thing for you, Toronto, M&S, 2004, 322 p.  (ISBN 0771053975)

### Littérature jeunesse
- All-season Edie, Victoria, Orca Book Publishers, 2008, 189 p.  (ISBN 9781554694365)
- Encore Edie, Toronto, Puffin Canada, 2011, 163 p.  (ISBN 9780143177418)

## Prix et honneurs
- 2009 - Récipiendaire : Prix Rogers Writers’ Trust (pour The golden mean)[11]
- 2010 - Finaliste : Prix de fiction Ethel Wilson (pour The Golden Mean)[14]
- 2009 - Finaliste : Prix Scotiabank Giller (pour The golden mean)[12]
- 2009 - Finaliste : Prix littéraire du Gouverneur général (pour The golden mean)[2]
- 2020 - Finaliste : Prix Scotiabank Giller (pour Consent)[13]

## Voir Aussi